# Yamaska (ancienne circonscription fédérale)
Pour les articles homonymes, voir Yamaska.
Yamaska fut une circonscription électorale fédérale située dans le Centre-du-Québec au Québec, représentée de 1867 à 1935.
C'est l'Acte de l'Amérique du Nord britannique de 1867 qui créa ce qui fut appelé le district électoral de Richelieu. Abolie en 1933, elle fut redistribuée parmi les circonscriptions de Nicolet—Yamaska, Drummond—Arthabaska et de Richelieu—Verchères.

## Géographie
En 1867, la circonscription de Yamaska était délimitée au nord-est par la circonscription de Nicolet, au nord-ouest par le fleuve Saint-Laurent et au sud-ouest par la circonscription de Trois-Rivières.
La circonscription comprenait:
- Les cantons de Wendover et d'Upton
- Les paroisses de Saint-David, Saint-Michel, Saint-François, La Baie, Saint-Thomas-de-Pierreville et de Saint-Zéphirin

## Députés
1. 1867-1872 — Moïse Fortier, Libéral
2. 1872-1874 — Joseph Duguay, Conservateur
3. 1874-1879 — Charles-Ignace Gill, Conservateur
4. 1879¹-1891 — Fabien Vanasse, Conservateur
5. 1891-1904 — Roch Moïse Samuel Mignault, Libéral
6. 1904-1911 — Joseph-Ernest-Oscar Gladu, Libéral
7. 1911-1917 — Albéric-Archie Mondou, Conservateur
8. 1917-1921 — Joseph-Ernest-Oscar Gladu, Libéral (2)
9. 1921¹-1935 — Aimé Boucher, Libéral

- ¹ = Élections partielles